# Myongchon
Myongchon (Hán Việt: Minh Xuyên) là một huyện của tỉnh Hamgyong Bắc tại Cộng hòa Dân chủ Nhân dân Triều Tiên. Căn cứ tên lửa Taepodong nằm trên địa phận của huyện. Bên cạnh đó, huyện cũng có một số suối nước nóng. Myongchon nằm trên tuyến đường sắt Pyongra. Năm 2008, dân số toàn huyện Myongchon là 65.797 người (30.440 nam và 35.357 nữ), trong đó, dân cư đô thị là 33.439 người (50,8%) còn dân cư nông thôn là 32.358 người (49,2%).